# أمعائيات مقاومة للكاربابينيم
أمعائيات مقاومة للكاربابينيم أو أ.م.ك. أو كري (الاسم العلمي: Carbapenem-resistant enterobacteriaceae CRE) هي عائلة من البكتيريا السلبية الغرام التي هي تقريباً محصنة من عائلة المضادات الحيوية الكاربابينيم والتي بدورها تعتبر دواء الملاذ الأخير لهذه الالتهابات. ويمكن الملاحظة أن معدلات الوفيات تصل إلى 50٪  في المرضى الذين يعانون من إنتان الكري (الاسم العلمي: CRE) هذا.